# Princé
Princé (bret. Priskieg) – miejscowość i gmina we Francji, w regionie Bretania, w departamencie Ille-et-Vilaine.
Według danych na rok 1990 gminę zamieszkiwało 346 osób, a gęstość zaludnienia wynosiła 28 osób/km² (wśród 1269 gmin Bretanii Princé plasuje się na 921. miejscu pod względem liczby ludności, natomiast pod względem powierzchni na miejscu 748.).